# Ewa Beach
Ewa Beach é uma região censitária localizada no estado americano do Havaí, no Condado de Honolulu.

## Demografia
Segundo o censo americano de 2020, a sua população era de 16 415 habitantes.

## Geografia
De acordo com o United States Census Bureau tem uma área de 4,9 km², dos quais 3,7 km² cobertos por terra e 1,2 km² cobertos por água.

## Localidades na vizinhança
O diagrama seguinte representa as localidades num raio de 12 km ao redor de Ewa Beach.